# Manlay
Manlay ist eine französische Gemeinde mit 199 Einwohnern (Stand 1. Januar 2022) im Département Côte-d’Or in der Region Bourgogne-Franche-Comté. Im Zweiten Weltkrieg wurde die Gemeinde im Juli 1944 von der deutschen Wehrmacht bombardiert und in Brand gesetzt. 1948 erhielt Manlay das Croix de guerre 1939–1945.

## Geografie
Manlay liegt am Ostrand des Morvan, etwa 60 Kilometer südwestlich von Dijon, etwa 40 Kilometer nordwestlich von Beaune, und 9,8 Kilometer südöstlich von Liernais auf einer mittleren Höhe von 445 Metern über dem Meeresspiegel. Das Gemeindegebiet wird vom Flüsschen Trévoux durchquert. Die Mairie steht auf einer Höhe von 410 Metern. Nachbargemeinden von Manlay sind Marcheseuil im Nordosten, Voudenay im Südosten, Barnay im Süden sowie Bard-le-Régulier im Nordwesten. Das Gemeindegebiet hat eine Fläche von 1903 Hektar.
Die Gemeinde ist einer Klimazone des Typs Cfb (nach Köppen und Geiger) zugeordnet: Warmgemäßigtes Regenklima (C), vollfeucht (f), wärmster Monat unter 22 °C, mindestens vier Monate über 10 °C (b). Es herrscht Seeklima mit gemäßigtem Sommer.

## Geschichte
1943 bauten die deutschen Besatzer ein Bunkergebäude auf dem Gipfel des Berges Bard, der sich auf dem Gemeindegebiet von Marcheseuil und Manlay befindet. Die Résistance machte sieben deutsche Gefangene und sprengte am 27. Juli 1944 das Bunkergebäude. Am 29. Juli kam ein deutsches Detachement aus Autun und trieb die Männer von Manlay zusammen. Die Résistance griff den Bahnhof an. Im folgenden Tumult konnten die Männer mit ihren Familien in die Wälder fliehen. Die Deutschen plünderten daraufhin den Weiler am Bahnhof und setzten die Häuser in Brand. Am 31. Juli bombardierten die Deutschen die Gemeinde und drohten, weitere Gemeinden zu bombardieren, wenn die Gefangenen nicht zurückgegeben würden. Die Kirche wurde schwer beschädigt, viele Häuser brannten nieder. Danach lenkte die Résistance ein.

### Bevölkerungsentwicklung
| Jahr                       | 1962 | 1968 | 1975 | 1982 | 1990 | 1999 | 2006 | 2019 |
| Einwohner                  | 355  | 319  | 286  | 237  | 221  | 223  | 206  | 187  |
| Quellen: Cassini und INSEE |      |      |      |      |      |      |      |      |

### Gemeindepartnerschaft
Seit 1968 besteht eine Partnerschaft mit dem Bensheimer Stadtteil Zell.

## Kultur und Sehenswürdigkeiten

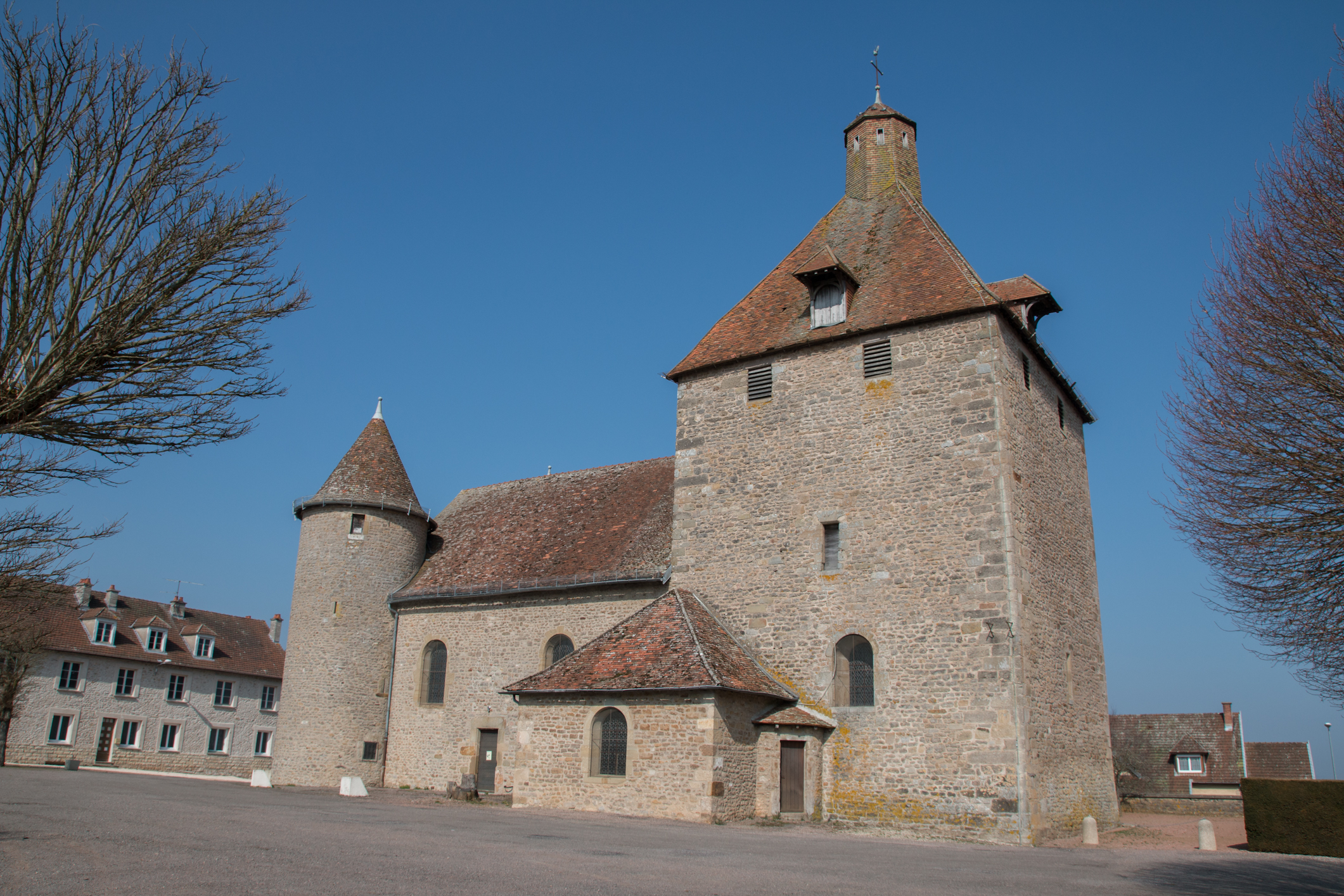
Kirche Saint-Laurent

Manlay gehört zur römisch-katholischen Pfarrei Liernais des Erzbistums Dijon. In der Kirche Saint-Laurent steht eine steinerne Statue des Heiligen Antonius aus dem 15. Jahrhundert, die 1916 als Monument historique (‚Kulturdenkmal‘) klassifiziert wurde.

## Wirtschaft und Infrastruktur
Im Jahr 2009 waren 27,5 Prozent der Erwerbstätigen in der Gemeinde beschäftigt, die anderen waren Pendler. 4,8 Prozent der Arbeitnehmer waren arbeitslos.
Es gibt eine Grundschule und einen Bahnhof in Manlay. Der nächste internationale Flughafen ist der 82,9 Kilometer entfernt liegende Flughafen Dole-Jura.
Auf dem Gemeindegebiet gelten kontrollierte Herkunftsbezeichnungen (AOC) für Époisses (Käse) sowie geschützte geographische Angaben (IGP) für Geflügel (Volailles de Bourgogne), Emmentaler (Emmental français Est-Central) und Senf (Moutarde de Bourgogne).